# Okoličná na Ostrove
Okoličná na Ostrove és un poble i municipi d'Eslovàquia que es troba a la regió de Nitra, al sud-oest del país. La primera menció escrita de la vila es remunta al 1229.

## Demografia
| Godina             | 1994 | 2004   | 2014   | 2024   |
| ------------------ | ---- | ------ | ------ | ------ |
| Nombre de persones | 1461 | 1427   | 1512   | 1442   |
| Diferència         |      | −2,32% | +5,95% | −4,62% |

| Godina             | 2023 | 2024   |
| ------------------ | ---- | ------ |
| Nombre de persones | 1451 | 1442   |
| Diferència         |      | −0,62% |